# Tatra 625
Der Tatra 625 ist der Prototyp eines zweisitzigen Coupés des damals tschechoslowakischen und heute tschechischen Herstellers Tatra. Er wurde 1986 gebaut und kann als Nachfolger des Prototyps JK 2500 gelten.

## Geschichte
Der Tatra 625 besaß den luftgekühlten im Heck angebrachten 3,5-Liter-V8-Motor des Tatra 613. Der Straßensportwagen war Vorläufer des fünf Jahre später aufgelegten Tatra MTX V8. Das Fahrzeug sollte nach Angaben von Tatra eine Lücke zwischen Škoda Favorit und Tatra 613 schließen.